# Muntanyes Itombwe
Les muntanyes Itombwe formen una cadena muntanyenca situada a la província de Kivu del Sud a la República Democràtica del Congo. Aquesta es troba sobre la costa est del sector nord del llac Tanganyika. Contenen una àmplia zona de bosc de muntanya habitat per una important biodiversitat de vida salvatge.

## Geografia
Les muntanyes Itombwe són part del rift Albertí, que voreja el sector oest del rift d'Àfrica Oriental.
S'estenen des de les muntanyes Rwenzori pel nord fins a les terres altes de Marungu pel sud.
Estan formades per roques basals elevades durant el pre-Cambrià cobertes en part per activitat volcànica recent.
Han estat generades per les forces que van crear la vall del Gran Rift, on tensions tectòniques estan fent que porcions de l'est d'Àfrica se separin del continent. El bec més alt de les muntanyes del Rift Albertí, que arriben als 5100 m, es troba més al nord a les muntanyes Rwenzori.
El cim més elevat en la cadena Itombwe és la Muntanya Mohi, que té 3475 m d'alt. Hi ha altres cims que superen els 3000 m d'altura. Per l'est, les muntanyes descendeixen abruptament fins a la planura Ruzizi que voreja el llac Tanganyika.
Les mateixes formen un altiplà elevat que posseeix un declivi relativament suau cap a l'oest.
El riu Elila té els seus naixements en aquestes muntanyes, les quals es troben cobertes per boscos excepte en aquells llocs on emergeixen penya-segats rocosos en els vessants més escarpats.
La temperatura oscil·la en el rang 10 °C a 21 °C, sent la temperatura mitjana uns 16 °C al llarg de l'any. Ocasionalment, a la nit, es produeixen gelades. La precipitació anual mitjana és d'uns 65 polzades (1,700 mm). Entre juny i agost hi ha una estació seca relativament fresca.

## Flora
El bosc Itombwe, del Rift sud, s'estén per gran superfície ha tingut poca atenció per part dels botànics.
Els boscos muntanyencs cobreixen unes 650.000 ha per sobre la cota de 1500 m, en el que és el major segment d'aquest tipus de bosc a la regió. En els vessants de l'est el bosc presenta clars.
Per l'oest hi ha una progressió de bambús, boscos montans, pasturatges, i després més bosc montà amb una fronda que aconsegueix els 25 m d'altura i que es fon amb els boscos de les terres baixes.

## Fauna

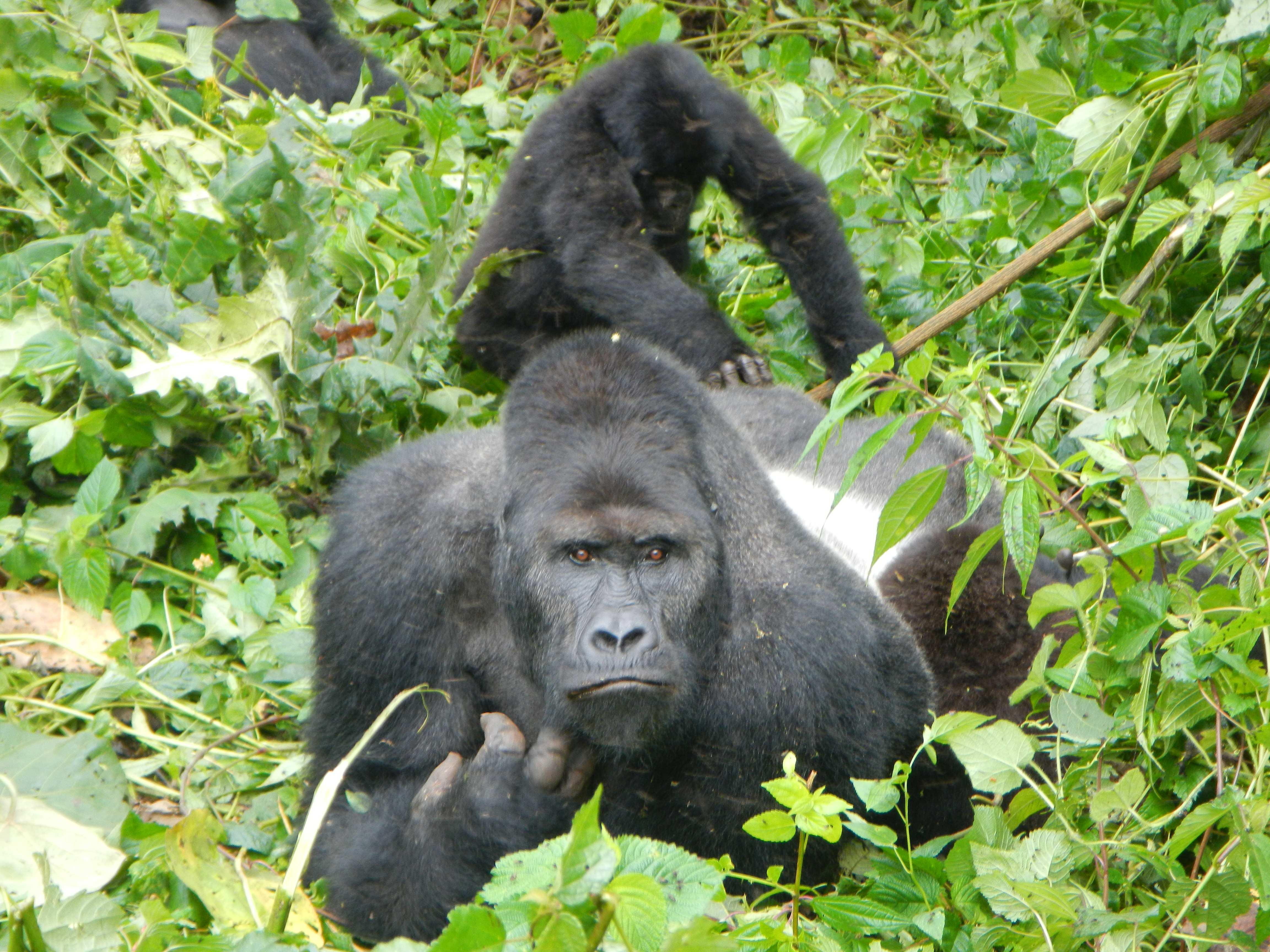
Goril·la de les terres baixes de l'est (Gorilla beringei graueri)

Les muntanyes són l'hàbitat d'espècies en perill d'extinció com el goril·la oriental de plana, el ximpanzé i l'elefant africà de sabana. S'estima pels censos realitzats que hi ha almenys uns 860 goril·les en la serralada. La població de goril·les de les muntanyes Itombwe i les regions limítrofes al seu nord i oest és una de les tres úniques poblacions de goril·les de l'est d'Àfrica, les altres són les de Bwindi i Virunga.
Els censos han registrat cinquanta-sis espècies de mamífers.
Una espècie de musaranya descoberta, i que ha estat recol·lectada només una vegada, és probablement l'espècie de musaranya més antiga d'Àfrica.
Les muntanyes Itombwe són amb molta diferència la part més important de les muntanyes de la falla Albertina per a la conservació de les aus, en ser la llar de 32 de les 37 espècies d'aquestes serralades.
Alberguen els llocs més importants de la regió per a les aus dels boscos de muntanya, amb 565 espècies identificades, 31 d'elles són endèmiques de la falla Albertina, i tres només es troben a les pròpies muntanyes Itombwe.

## Gent
El nord de la regió de Itombwe està habitada pels bafuliru, bembes, banyindu i bashi, amb una densitat de població en 1998 d'unes 100 persones per quilòmetre quadrat. Les densitats de població en el vessant oest i en el gran altiplà d'Itombwe són més baixes, entre 10 i 20 persones per quilòmetre quadrat. Els balega i bembe viuen en aquest àrea. Els banyamulenge (un grup Tutsi) refugiats de Ruanda es van traslladar al territori Bembe al començament dels 1880, causant tensió amb els nadius. Els Vira viuen al riu Ruzizi i en les ribes del llac Tanganyika.